# Campionati europei di badminton 2008
I campionati europei di badminton 2008 sono stati la 21ª edizione dei campionati europei di badminton.
La competizione si è svolta dal 16 al 20 aprile a Herning, in Danimarca.

## Podi
| Evento              | Oro                                        | Argento                              | Bronzo                               |
| Singolare maschile  | Kenneth Jonassen                           | Joachim Persson                      | Przemysław Wacha                     |
| Singolare maschile  | Kenneth Jonassen                           | Joachim Persson                      | Jan Ø. Jørgensen                     |
| Singolare femminile | Xu Huaiwen                                 | Tine Rasmussen                       | Pi Hongyan                           |
| Singolare femminile | Xu Huaiwen                                 | Tine Rasmussen                       | Juliane Schenk                       |
| Doppio maschile     | Lars Paaske Jonas Rasmussen                | Jens Eriksen Martin Lundgaard Hansen | Erwin Kehlhoffner Svetoslav Stoyanov |
| Doppio maschile     | Lars Paaske Jonas Rasmussen                | Jens Eriksen Martin Lundgaard Hansen | Kristof Hopp Ingo Kindervater        |
| Doppio femminile    | Kamilla Rytter Juhl Lena Frier Kristiansen | Donna Kellogg Gail Emms              | Elin Bergblom Johanna Persson        |
| Doppio femminile    | Kamilla Rytter Juhl Lena Frier Kristiansen | Donna Kellogg Gail Emms              | Valeria Sorokina Nina Vislova        |
| Doppio misto        | Anthony Clark Donna Kellogg                | Robert Mateusiak Nadiezda Kostiuczyk | Nathan Robertson Gail Emms           |
| Doppio misto        | Anthony Clark Donna Kellogg                | Robert Mateusiak Nadiezda Kostiuczyk | Carsten Mogensen Helle Nielsen       |

## Medagliere
| Posiz. | Nazione     | Oro | Argento | Bronzo | Totale |
| ------ | ----------- | --- | ------- | ------ | ------ |
| 1      | Danimarca   | 3   | 3       | 2      | 8      |
| 2      | Inghilterra | 1   | 1       | 1      | 3      |
| 3      | Germania    | 1   | 0       | 2      | 3      |
| 4      | Polonia     | 0   | 1       | 1      | 2      |
| 5      | Francia     | 0   | 0       | 2      | 2      |
| 6      | Svezia      | 0   | 0       | 1      | 1      |
| 6      | Russia      | 0   | 0       | 1      | 1      |